# Bello e impossibile
Bello e impossibile, skriven av toskanska sångerskan Gianna Nannini och Fabio Pianigiani, är en låt framförd av Gianna Nannini som uppnådde stora framgångar både i Italien och i Europa, genom att ligga på italienska topp 20-listan från 27 september 1986 till slutet av januari 1987. Låten Bello e impossibile har blivit Gianna Nanninis mest kända sång och är fortfarande en av de mest framgångsrika låtarna i Italien, och ingår i hennes åttonde album Profumo från 1986.